# Odontopera yeterefuna
Odontopera yeterefuna là một loài bướm đêm trong họ Geometridae.